# Squire Whipple
Squire Whipple C.E. (Hardwick, 16 de setembro de 1804 — Albany, 15 de março de 1888) foi um engenheiro civil estadunidense conhecido como "Pai das Pontes de Ferro na América".

## Patents

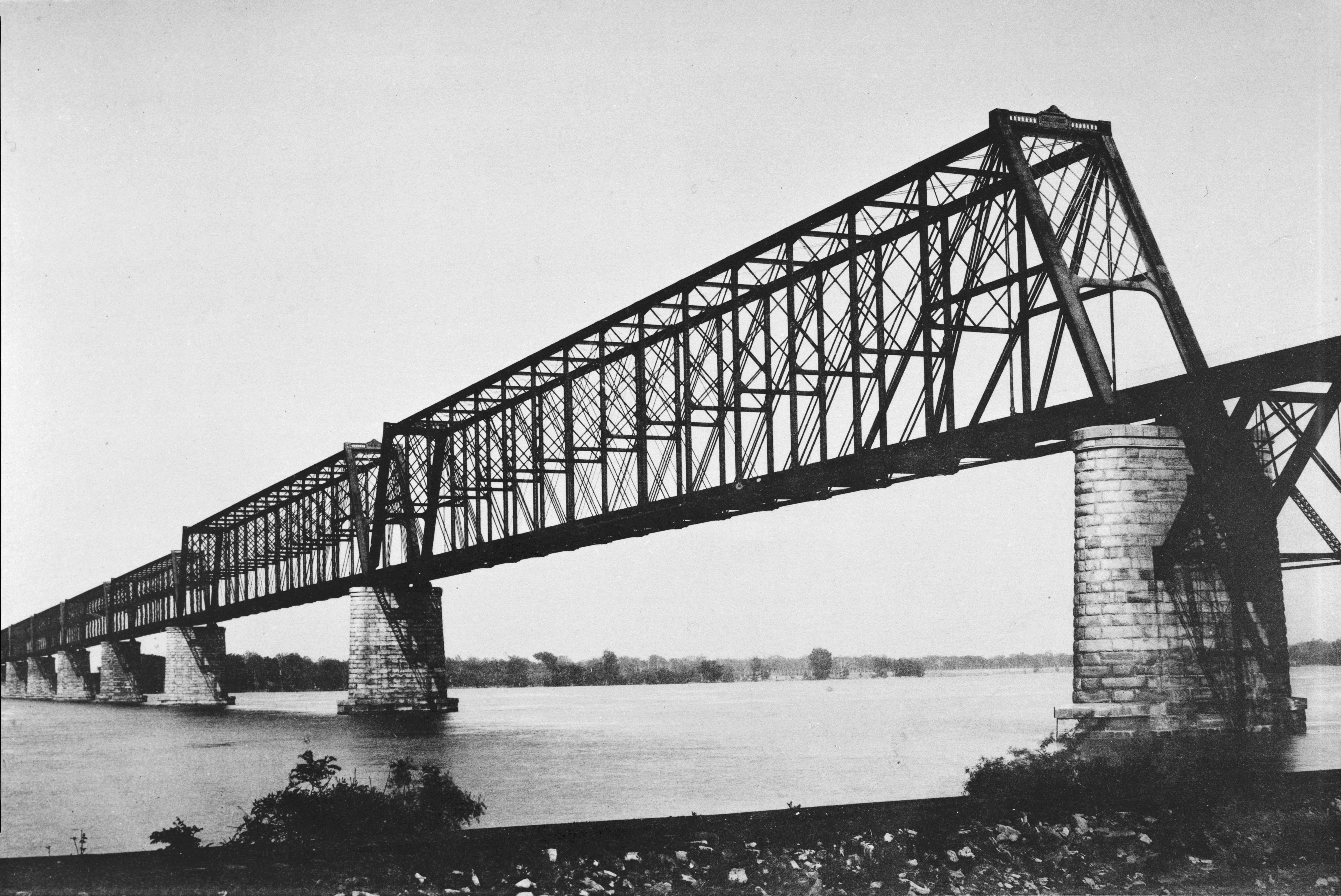
Constructed after Whipple's death the Cairo Bridge's two 518 ft Whipple truss spans, were the largest of that design ever constructed.

- Patente E.U.A. 2 064 -  Bowstring iron-bridge truss (1841)
- Patente E.U.A. 134 338 - Lift draw bridge

## Livros
- A Work on Bridge-Building: Consisting of Two Essays, the One Elementary and General, the Other Giving Original Plans, and Practical Details, for Iron and Wooden Bridges (1847)